# Адлон (отель)
Отель «Адло́н Кемпи́нски» (нем. Hotel Adlon Kempinski) — фешенебельный отель в центре Берлина, один из самых знаменитых отелей Германии. Расположен в историческом районе Доротеенштадт на бульваре Унтер-ден-Линден в непосредственной близости от Бранденбургских ворот. Современное здание отеля принято в эксплуатацию 23 августа 1997 года. Современный отель унаследовал традиции исторического отеля «Адлон», появившегося в 1907 году и выгоревшего в 1945 году.

## История
К началу XX века в высших слоях общества в Европе появилась мода устраивать балы, официальные ужины и иные праздничные мероприятия по американскому образцу, в публичных местах — шикарных отелях. В прежние века отели в Европе и в частности в Германии рассматривались исключительно как места для ночлега, а отмечать праздники было принято дома или в загородном поместье. В соответствии с новой модной тенденцией многие европейские столицы обзавелись фешенебельными отелями, располагавшими не только всеми возможными удобствами, но и игровыми салонами и курительными, библиотеками и кафе: отели «Риц» в Париже и Лондоне, «Астория» в Санкт-Петербурге и «Империал» в Вене.
Берлин не желал отставать, и при поддержке кайзера Вильгельма II в 1905 году под строительство роскошного отеля предприниматель Лоренц Адлон, владелец нескольких берлинских ресторанов и кофеен, приобрёл два земельных участка на бульваре Унтер-ден-Линден, где ранее находился построенный Шинкелем дворец Редерна. Строительство отеля под руководством архитекторов Карла Гаузе и Роберта Лейбница продолжалось два года. Вопреки ожиданиям берлинцев, внешний фасад нового отеля не обнаруживал признаков феодальной архитектуры в пандан Городскому дворцу, а демонстрировал чёткие классицистические формы с немногими элементами югендстиля. Таким образом Лоренц Адлон заявил о своих эстетических пристрастиях: он не собирался соперничать с императорским двором, его отель не претендовал на доминантную роль в ансамбле Парижской площади, а гармонично вписывался в окружение, подхватывая чёткие линии Бранденбургских ворот. Вместе с дворцом Арнима отель «Адлон» формировал юго-восточный угол Парижской площади.
Классически консервативные стены отеля скрывали уникальное для своего времени техническое оснащение. Во все номера было проведено электричество и горячее водоснабжение. Нижние этажи отличались великолепием интерьеров. Кафе, ресторан, дамская комната, музыкальный салон и зимний сад, где гостям подавали чай, работали круглосуточно. Отель также располагал просторными конференц-залами и бальным залом. Почти все помещения были выдержаны в стиле необарокко или Людовика XVI, обставлены мебелью производства майнцской компании Bembé, где Лоренц Адлон когда-то учился на столяра.
23 октября 1907 года, когда новый отель осмотрел император с семьёй и выразил своё удовольствие от увиденного его владельцу, стал днём рождения знаменитого «Адлона». Вскоре после своего открытия «Адлон» стал пользоваться огромной популярностью. Высшая знать продавала свои зимние дворцы в Берлине, чтобы поселиться в номерах люкс в «Адлоне». Вильгельм II сбегал от сквозняков в Городском дворце в роскошные и хорошо отапливаемые номера «Адлона». Известна фраза, которую приписывают кайзеру: «Дети, хотите купаться — идите в „Адлон“!» Министерство иностранных дел размещало в номерах «Адлона» своих высокопоставленных зарубежных гостей. Под умелым руководством владельца «Адлон» превратился в то место, куда берлинцы съезжались себя показать и других посмотреть. Властители Европы, русский царь, индийский махараджа, промышленники и политики высокого уровня числились среди именитых постояльцев «Адлона» в его первые годы существования. Отель «Адлон» славился своей кухней и фирменными блюдами, среди которых были филе морского языка «Адлон» и телячий стейк «Адлон».

После Первой мировой войны в журнале регистрации постояльцев отеля произошли изменения. Придворное общество и крупная буржуазия исчезли вместе со старой Европой. В покои, где когда-то ночевал император, вселялись богатые американцы, путешествовавшие по Европе, которые впоследствии сделали отелю имя за океаном. Золотые двадцатые стали золотыми и для «Адлона». По дороге в отель лишался пуговиц на брюках Чарли Чаплин, здесь взошла звезда Марлен Дитрих. В 1925—1930 годах «Адлон» принял почти два миллиона посетителей, став настоящей достопримечательностью города. 
Конец эпохе процветания «Адлона» наступил с приходом к власти национал-социалистов. Количество американских туристов постепенно сокращалось. Успешным периодом для «Адлона» были Олимпийские игры 1936 года. Управлявшие отелем Луи Адлон и его супруга Хедда надеялись, что в «Адлоне» будут проходить совещания генералов СС и политического руководства страны и различные праздничные мероприятия, но этого не произошло. Достоверно неизвестно, почему выбор лидеров нацистской Германии пал на конкурировавший отель «Кайзерхоф» на Вильгельмштрассе, а не на «Адлон», но историки предполагают, что атмосфера «Адлона» была для национал-социалистов слишком консервативной и одновременно космополитичной и не соответствовала фанатичному германскому духу, распространявшемуся в то время.
В начале Второй мировой войны «Адлон» обзавёлся собственным бомбоубежищем под Парижской площадью, предназначенным как для гостей, так и для персонала и оборудованным по всем стандартам отеля класса люкс. В 1943 году количество постояльцев стало возрастать после того, как «Кайзерхоф» был полностью разрушен в результате бомбардировки.
В последние годы войны в «Адлоне», не пострадавшем от бомбардировок, в отличие от самой Парижской площади, размещался госпиталь. Владелец отеля Луи Адлон был арестован 25 апреля 1945 года в своём доме в потсдамском Ной-Фарланде и умер от сердечной недостаточности 7 мая 1945 года. В первые дни после капитуляции Берлина здание было занято советскими солдатами и полностью сгорело во время пожара. Сохранился только один флигель. Устоявшие стены сгоревшего отеля были снесены только в 1952 году. Оставшийся невредимым флигель, в котором после возведения Берлинской стены были заложены окна, выходящие на запад, до начала 1980-х годов использовался под гостиницу и ресторан, а в последние годы вплоть до сноса в 1984 году в нём размещался интернат в системе профессионального образования.
После падения Берлинской стены в 1995—1997 годах на прежнем месте по проекту архитектурного бюро Patzschke & Partner было возведено новое здание отеля «Адлон», вошедшего в гостиничную сеть Kempinski. Новый «Адлон» не является реконструкцией первоначального здания, но опирается на его традиции. Церемония открытия нового «Адлона» состоялась 23 августа 1997 года в присутствии федерального президента Романа Херцога. В 1998 году открылся ресторан высокой кухни Lorenz Adlon.